# 路直
路直（1470年—？年），字敬夫，河南河南府洛陽縣人，醫籍，治《易經》，明朝政治人物。

## 生平
弘治八年（1495年）乙卯科河南鄉試第八名舉人。正德六年（1511年）中式辛未科會試第一百三十七名，登第三甲第二百一十九名進士。历官户部主事，嘉靖四年（1525年）任大名府知府。

## 家族
曾祖路宗懋；祖父路通，曾任縣主簿；父路□，曾任府知事。母吳氏；繼母李氏。具庆下。